# Агридженто
Агриджѐнто (на италиански: Agrigento) е град и община в Италия. Разположен е на брега на Средиземно море в италианския регион Сицилия, административен център на едноименната провинция Агридженто. Население – 58 192 жители според преброяването през 2013 г.

## История
Първите сведения за града датират от 581 г. пр.н.е. Древните названия на града са: Акрагент или Агригент (на гръцки: Akragas, на латински: Agrigentum). До наши дни са запазени останките на седем храма от периода на гръцката колонизация – т.нар. Долина на храмовете.

## Побратимени градове
- Валансиен, Франция
- Перм, Русия
- Тампа, САЩ